# Dán Vilmos
Dán Vilmos (Budapest, 1903. június 21. – Budapest, 1959. október 10.) válogatott labdarúgó, csatár.

## Pályafutása

### Klubcsapatban
Az angyalföldi Fővárosi TK csapatában kezdte a labdarúgást. A professzionális bajnokság első idényében, 1926-ban került a Ferencvároshoz. A Fradiban egy idény alatt 43 mérkőzésen szerepelt (12 bajnoki, 18 nemzetközi, 17 hazai díjmérkőzés) és 37 gólt szerzett (13 bajnoki, 24 egyéb). A következő szezonban az Újpest labdarúgója lett és 5 bajnoki mérkőzésen lépett pályára és két gólt szerzett. Az 1928–29-es idényben a Kispest csapatában játszott. 1930-ban leszerződtette a Vasas.

### A válogatottban
1927-ben két alkalommal szerepelt a válogatottban.

## Sikerei, díjai
- Magyar bajnokság
  - bajnok: 1926–27
  - 3.: 1927–28
- Magyar kupa
  - győztes: 1927

## Statisztika

### Mérkőzései a válogatottban
| Magyarország | Magyarország      | Magyarország        | Magyarország  | Magyarország | Magyarország | Magyarország | Magyarország | Magyarország |
| #            | Dátum             | Helyszín            | Hazai         | Eredmény     | Vendég       | Kiírás       | Gólok        | Esemény      |
| ------------ | ----------------- | ------------------- | ------------- | ------------ | ------------ | ------------ | ------------ | ------------ |
| 1.           | 1927. április 10. | Bécs, Hohe Warte    | Ausztria      | 6 – 0        | Magyarország | barátságos   | -            |              |
| 2.           | 1927. április 24. | Prága, Sparta-pálya | Csehszlovákia | 4 – 1        | Magyarország | barátságos   | -            |              |
|              | Összesen          |                     |               | 2            | mérkőzés     |              | 0            | gól          |